# Andrée Desautels
Marie Andrée Carmen Desautels (* 9. Oktober 1923 in Montreal; † 23. Februar 2023) war eine kanadische Musikwissenschaftlerin, Musikpädagogin, Komponistin und Ondistin.

## Leben
Die Tochter der Sängerin Cédia Brault hatte den ersten Klavierunterricht bei Isabelle Delorme und besuchte die École supérieure de musique d'Outremont (später École Vincent-d'Indy). Von 1944 bis 1947 studierte sie am Konservatorium von Québec Klavier bei Germaine Malépart, Harmonielehre und Kontrapunkt bei Isabelle Delorme und Komposition und Orchestration bei Claude Champagne, außerdem von 1945 bis 1947 an der Universität Montreal Kunst- und Literaturgeschichte.
Bis 1949 setzte sie ihre Ausbildung in Frankreich fort. Am Pariser Konservatorium besuchte sie Kurse für Musikgeschichte von Norbert Dufourcq und für Musikästhetik von Marcel Beaufils und Alexis Roland-Manuel. Privat nahm sie Unterricht in den Fächern Komposition und Orchestration bei Andrée Vaurabourg-Honegger und Musikanalyse bei Nadia Boulanger, deren Vokalensemble sie 1948–49 angehörte. Maurice Martenot unterrichtete sie im Spiel des von ihm erfundenen elektroakustischen Musikinstrumentes Ondes Martenot, das sie später in Kanada bekannt machte. Bei einem Konzert mit Werken kanadischer und französischer Komponisten an der École normale de musique de Paris wurden 1947 drei ihrer Vokalkompositionen (Bois amical, Accalmie und Hymne aux étoiles) aufgeführt.
Nach ihrer Rückkehr nach Kanada unterrichtete Desautels von 1949 bis 1988 Musikgeschichte und -wissenschaft am Konservatorium von Montreal, außerdem von 1961 bis 1964 Musikgeschichte an der Universität Montreal und an der École Vincent-d'Indy. Von 1963 bis 1965 unterrichtete sie als Gast bei den Sommerkursen auf Château d’Argenteuil in Belgien. Unter anderem studierten die Musikwissenschaftler Richard Boulanger, Jacques-André Houle, Nicole Labelle und Liette Yergeau bei ihr.
Von 1949 bis 1966 moderierte Desautels mehr als 500 Konzerte der Jeunesses musicales of Canada (JMC), deren Journal sie von 1951 bis 1956 herausgab. Sie war verantwortlich für das Konzept und Programm des Pavillons der JMC bei der Expo 67 und veranstaltete Konferenzen und öffentlichte Kurse am Orford Arts Centre der JMC. Für Radio-Canada schrieb und moderierte sie mehrere Serien, darunter La Chanson de France (1956), Connaissance de la musique (1957), Musique nouvelle d'autrefois (1958), Chronique de la vie musicale au Canada (mit James Bannerman und Helmut Kallmann, 1965) und Reflets des sources (1972–73).
1946 komponierte Desautels eine Schauspielmusik zu Carl Dubucs Stück La Fille du soleil. 1950 holte sie für Konzerte Ginette Martenot nach Kanada, eine Schwester Maurice Martenots und Virtuosin auf den Ondes Martenot. Für eine Aufführung von Molières Dom Juan am Théâtre du Nouveau Monde komponierte sie Musik für dieses Instrument, die sie selbst spielte. 1953 komponierte sie Musik für eine Hörfunkaufführung von Jean Anouilhs Antigone.
1951 wurde Desautels zum Mitglied der Société Française de Musicologie gewählt. Von 1967 bis 1970 war sie Mitglied des Canada Council for the Arts. 1988 erhielt sie eine Medaille des Quebec National Assembly. 1995 wurde sie als Member des Order of Canada gewählt. 2002 erhielt sie die Queen Elizabeth II Golden Jubilee Medal, 2012 die Queen Elizabeth II Diamond Jubilee Medal.